# 한영수 (배우)
한영수(1959년 5월 27일 ~ )는 대한민국의 배우이다. 
1977년 영화 《삼인호객》의 단역으로 영화배우 첫 데뷔하였고 이어 같은 해 1977년 영화 《임진란과 계월향》에 조연하였으며, 1979년 MBC 문화방송 11기 공채 탤런트로 정식 데뷔하였고 1986년에는 연극배우로 데뷔하였다.
야식으로 라면을 즐겨 취식하며 특히
계란을 추가하여 조리하는 방법이 특이하게도 가열을 마친 후 계란을 투하하는 조리법을 보유하고 있다.
1995년에 모 일간지에 조리법을 기고하기도 하였다.

## 학력
- 경기도 안양영화예술고등학교 졸업

## 경력
- 2011년 한국방송예술인노동조합 위원장

## 출연작

### 영화
- 조선미녀 삼총사(2014년) - 칠복 역
- 연애의 온도(2012년) - 손차장 동생 역
- 그후로도 오랫동안(2010년)
- 식객: 김치전쟁(2010년) - 소금남 역
- 저 하늘에도 슬픔이(2007년) - 윤식 담임 역
- 식객(2007년) - 후반작업 목소리 녹음 역
- 블루(2003년) - 청해진함 대원 역
- 울랄라 씨스터즈(2002년) - 심복 역
- 재밌는 영화(2002년) - 택시기사 역
- 베사메무쵸(2001년) - 택배 직원 역
- 하면 된다(2000년) - 광태 친구 역
- 은행나무 침대 2 - 단적비연수(2000년) - 영수 역
- 텔 미 썸딩(1999년) - 대학동창 3 역
- 유령(1999년) - 496 역
- 박하사탕(1999년) - 회식형사 3 역
- 쉬리(1998년) - OP요원 역
- 너에게 받은 흔적(1996년)
- 황홀한 첫경험(1995년)
- 하몽화몽 서울(1994년) - 실장 역
- 비, 여자 그리고 에로티즘(1994년)
- 태양속의 남자(1994년) - 철민 역
- 배꼽위에 여자(1993년)
- 여자의 일생(1993년)
- 머리에서 발끝까지 2(1993년)
- 유혹의 오후 2시(1993년)
- 사랑받는 여자(1993년)
- 매춘 3(1993년) - 상원 역
- 문풍지(1993년)
- 불청객(1993년)
- 그대품에 아카시아 향기(1993년) - 최창진 역
- 로맨스 황제(1993년) - 차 기사 역
- 깊은 곳의 열기(1992년)
- 달은...해가 꾸는 꿈(1992년) - 심실장 역
- 바이 차탈레 부인(1992년)
- 사랑과 죽음의 메아리(1991년) - 도현 역
- 갈마(1991년) - 경식 역
- 개벽(1991년) - 손병희 역
- 내일은 비(1991년)
- 너는 나의 황홀한 지옥(1990년)
- 어느 모델의 사랑(1990년)
- 못말려 우리반(1990년)
- 그 후로도 오랫동안(1989년)
- 여인파티(1989년) - 두식 역
- 화춘(1989년)
- 매춘(1988년) - 석우 역
- 회장님, 우리 회장님(1988년)
- 사방지(1988년) - 끝쇠 역
- 가슴으로 타는 밤(1987년)
- 달래내 보슬이(1987년)
- 서울 손자병법(1986년)
- 여자의 반란(1985년)
- 흐르는 강물을 어찌 막으랴(1984년) - 지원 역
- 다른 시간 다른 장소(1983년)

### 드라마
- 《제5공화국》 (MBC, 2005년) - 하소곤 역
- 《발리에서 생긴 일》 (SBS, 2004년) - 골프 코치 역
- 《대장금》 (MBC, 2003년) - 박부겸 역
- 《야인시대》 (SBS, 2002년) - 김대중 역
- 《홍국영》 (MBC, 2001년)
- 《허준》 (MBC, 1999년) - 윤정호 역
- 《백야 3.98》 (SBS, 1998년)
- 《제4공화국》 (MBC, 1995년) - 우경윤 역
- 《파일럿》 (MBC, 1993년)
- 《제3공화국》 (MBC, 1993년) - 이철희 역
- 《조선 왕조 오백년》 (MBC, 1986년)
- 《햇빛 사냥》 (MBC, 1984년)
- 《3840 유격대》 (MBC, 1983년)
- 《갈채》 (MBC, 1983년)
- 《박순경》 (MBC, 1982년)

### 연극
- 《세종대왕》 ... 함녕군 이인 역(조연)